# Démétrios Pépagoménos
Démétrios Pépagoménos (en grec Δημήτριος Πεπαγωμένος) est un médecin byzantin à qui sont attribués plusieurs ouvrages de médecine humaine et vétérinaire. La délimitation de l'œuvre et l'identification de l'auteur sont problématiques.

## Identification
Le patronyme Πεπαγωμένος est connu à Byzance du XIe  au XVe siècle, appartenant à une famille de fonctionnaires civils qui a fourni des juges et des notaires. À la fin du XIIIe siècle, une lettre de Georges de Chypre (le patriarche Grégoire II de Constantinople) est adressée à un « Démétrios Pépagoménos » qui est logothète des troupeaux (λογοθέτης τῶν ἀγελῶν). Plus tard, dans la première partie de la satire intitulée Voyage de Mazaris dans l'Hadès, ou entretien avec des morts sur certains personnages de la cour impériale (composée dans le premier semestre de l'année 1414) apparaît un médecin Pépagoménos (mort à l'époque d'après la logique du récit), qui dans le dialogue mentionne deux de ses fils : Démétrios (surnommé comiquement « Σαυρομάτης », le Sarmate ou plutôt l'homme aux yeux de lézard) et Théodose. Enfin, et surtout, un Démétrios Pépagoménos, médecin (qui doit être le fils du personnage de la satire) est connu dans le milieu intellectuel de la première moitié du XVe siècle, comme correspondant de Jean Chortasménos, de Basile Bessarion et de Jean Eugénikos (le frère de Marc d'Éphèse). Nous savons par le premier que Démétrios Pépagoménos était secrétaire de l'empereur Manuel II (ὑπογραφεὺς τῶν ἐκείνου διατάξεων) pendant le séjour que fit celui-ci dans le Péloponnèse en 1415. Il est aussi l'auteur d'une déploration funèbre (monodie) sur Cléofé Malatesta, femme du despote de Morée Théodore II Paléologue, morte en couches en 1433. Nous voyons par les lettres de Bessarion et de Jean Eugénikos (datant probablement des années 1430 ou 1440) qu'il avait une femme et deux fils (dont l'un nommé Nicolas). Il mourut sans doute vers le milieu du siècle.
Ce dernier Démétrios Pépagomenos s'est adonné à la copie de manuscrits, par exemple le Paris. gr. 2256, signé par lui au f. 2, probablement à Constantinople dans les années 1440 ; il y a copié une collection médicale comprenant des textes d'Hippocrate et d'Aétios d'Amida ainsi que le De urinis de Jean Actuarius ; on y relève particulièrement un lexique de vingt-six plantes médicinales (trouvées dans Aétios) classées par ordre alphabétique. Dans un autre manuscrit à contenu médical, le Paris. Coislin. 335 (dû au copiste Michel Souliardos, de la seconde moitié du XVe siècle), on trouve des « remèdes variés proposés par Pépagoménos ». Une autre compilation médicale se trouve dans un manuscrit conservé à la Medical Society de Londres (Cod. 60), attribuée à « σοφώτατος <καὶ> λογιώτατος ἀνὴρ ὁ Πεπαγωμένος καὶ ἐν ἰατροῖς ἀριστό<τατο>ς (médecin éminent) ».

## Œuvre médicale
Depuis le XVIe siècle, on attribue traditionnellement à « Démétrios Pépagoménos, médecin de l'empereur Michel VIII » (regn. 1258-82) les ouvrages suivants :
- un Traité sur la goutte (Σύνταγμα περὶ τῆς ποδάγρας), connu par deux manuscrits byzantins du XVe siècle (Leiden. Perizon. F 6 et Paris. Coislin. 321) et quatre du XVIe siècle, où il apparaît sans nom d'auteur[8] et adressé à un empereur anonyme, traduit en latin, à Rome, en 1517, par Marcus Musurus, toujours sans nom d'auteur[9], attribué à « Démétrios Pépagoménos » et à l'époque de Michel VIII dans l'editio princeps réalisée en 1558 par Ange Vergèce[10] ;
- deux traités consacrés aux faucons, Sur l'élevage des faucons et les soins à leur donner (Περὶ τῆς τῶν ἱεράκων ἀνατροφῆς τε καὶ θεραπείας) et Second traité d'ornithologie plus rustique sur le faucon (Ἕτερον ὀρνεοσόφιον ἀγροικότερον εἰς ἱέρακα), connus par huit manuscrits d'entre le XVe  et le XVIIe siècle, dont un seul (le Paris. gr. 2323) porte un nom d'auteur, « Démétrios de Constantinople »[11], avec un prologue adressé à un empereur anonyme ;
- un traité consacré à l'élevage des chiens (Βιβλίον περὶ κυνῶν ἐπιμελείας, inspiré du traité d'Arrien sur le même sujet), qui se trouve dans sept des huit manuscrits mentionnés précédemment (sauf le Monac.gr. 135) à la suite des deux traités de fauconnerie, sans jamais de nom d'auteur.

Le premier traité sur les faucons et le traité sur les chiens doivent vraiment être du même auteur car ils sont construits de la même façon, mais le second traité sur les faucons, attribué également à « Démétrios de Constantinople » dans le Paris. gr. 2323, doit avoir été ajouté au premier par un copiste, mais être d'un auteur différent. Ce Paris. gr. 2323 a été copié à Rome vers 1540, probablement pour Pierre Gilles, qui y a fait figurer sa traduction latine des deux traités de fauconnerie. Le traité sur les chiens avait été auparavant attribué à un « Phæmon, ancien philosophe » dans une traduction latine publiée à Vienne en 1535 et dans l'editio princeps du texte grec à Wittemberg en 1545. En 1555, Conrad Gessner, dans son Historia animalium, se réfère à « Démétrios de Constantinople » comme auteur des traités de fauconnerie.
C'est Ange Vergèce qui a identifié « Démétrios de Constantinople » et « Démétrios Pépagoménos, médecin de Michel VIII », après s'être vu chargé d'établir la notice du Paris. gr. 2323 pour le catalogue de la bibliothèque royale de Fontainebleau. Selon les recherches de Stavros Lazaris : 1. il est certain que le Traité sur la goutte, le premier traité sur les faucons et le traité sur les chiens sont du même auteur, comme l'a vu Vergèce ; 2. on ignore ce qui a conduit Vergèce à identifier cet auteur comme « Démétrios Pépagoménos », peut-être une tradition orale ou des informations perdues ; 3. si ce nom d'auteur est le bon, alors tout indique qu'il s'agit du médecin de la première moitié du XVe siècle (la langue utilisée, le fait qu'il n'existe aucun manuscrit antérieur au XVe siècle, le silence des auteurs byzantins ayant vécu depuis le XIIIe siècle sur ces textes). Le raisonnement ayant conduit Vergèce à mettre ces textes en rapport avec un empereur Michel (d'après sa notice pour le Paris. gr. 2323, il avait d'abord pensé à Michel III, empereur du IXe siècle) était sans doute erroné.